# Merle à ventre clair
Turdus amaurochalinus
Espèce
Statut de conservation UICN

 LC  : Préoccupation mineure
Le Merle à ventre clair (Turdus amaurochalinus) est une espèce de passereaux appartenant à la famille des Turdidae.

## Habitats et répartition
Cet oiseau vit en Argentine, Bolivie, Brésil, Chili, Paraguay, Pérou et Uruguay.
Son cadre naturel de vie est les forêts de plaines tropicales ou subtropicales et les forêts anciennes fortement dégradées.